# Barry van Galen
Bart van Galen, detto Barry (Haarlem, 4 aprile 1970), è un ex calciatore olandese, di ruolo centrocampista.

## Carriera
Ha fatto il suo debutto nel calcio professionistico olandese il 17 agosto 1991 (Haarlem-Telstar 2-1). Ha in seguito militato nel Roda, nel NAC Breda e nell'AZ Alkmaar. Ha invece debuttato in nazionale il 17 novembre 2004 contro Andorra, sostituendo Pierre van Hooijdonk. All'età di 34 anni, era il più vecchio debuttante nella storia degli Oranje.
Ha concluso la sua carriera nel 2006, diventando in seguito talent scout per l'AZ Alkmaar.

## Statistiche

### Presenze e reti nei club
| Anno    | Club       | Competizione   | Pres. | Reti |
| ------- | ---------- | -------------- | ----- | ---- |
| 1991/92 | Haarlem    | Eerste Divisie | 29    | 13   |
| 1992/93 | Haarlem    | Eerste Divisie | 28    | 13   |
| 1993/94 | Roda JC    | Eredivisie     | 31    | 8    |
| 1994/95 | Roda JC    | Eredivisie     | 26    | 6    |
| 1995/96 | Roda JC    | Eredivisie     | 20    | 3    |
| 1996/97 | NAC Breda  | Eredivisie     | 28    | 3    |
| 1997/98 | AZ Alkmaar | Eerste Divisie | 31    | 7    |
| 1998/99 | AZ Alkmaar | Eredivisie     | 27    | 5    |
| 1999/00 | AZ Alkmaar | Eredivisie     | 28    | 11   |
| 2000/01 | AZ Alkmaar | Eredivisie     | 27    | 3    |
| 2001/02 | AZ Alkmaar | Eredivisie     | 29    | 2    |
| 2002/03 | AZ Alkmaar | Eredivisie     | 27    | 9    |
| 2003/04 | AZ Alkmaar | Eredivisie     | 31    | 7    |
| 2004/05 | AZ Alkmaar | Eredivisie     | 22    | 7    |
| 2005/06 | AZ Alkmaar | Eredivisie     | 24    | 3    |
| Totale  | Totale     | Totale         | 408   | 100  |